# コチニールカイガラムシ
コチニールカイガラムシ（英：Cochineal、学名：Dactylopius coccus Costa）は、コチニールカイガラムシ科のカイガラムシの一種。アメリカ大陸原産で、特にメキシコ原産とされる。別名、エンジムシ（臙脂虫）。

## 特徴
メスの成虫の体長は3ミリメートルほど。オスはその約半分。
メスは無翅で褐色の貝殻状をしており、ウチワサボテン属のサボテンに寄生して枝に固着している。一方、オスには翅があり敏捷に動く。
なお、一部の文献で同じ「エンジムシ（臙脂虫）」の名でコチニールカイガラムシとラックカイガラムシ（東南アジア原産）を混同していると指摘されており区別が必要とされる。

## 利用
染料として利用するのはメスである。古くはマヤやアステカ、インカ帝国などで養殖され、染色用の染料に使われてきた。野生のサボテンに寄生しているものを箒（ほうき）、刷毛（はけ）、ブラシなどで布の上に落として収集していたが、乾期と雨期がある地方では雨期に収穫量が減少するため人工飼育されるようになった。
虫体に含まれる色素成分の含有量が多いため、今日色素利用されるカイガラムシの中ではもっともよく利用され、メキシコ、ペルー、南スペイン、カナリア諸島などで養殖され、染色用色素や食品着色料、化粧品などに用いられている。また17〜18世紀には人気の医薬品（ダフィーのエリクサー）にも用いられた。

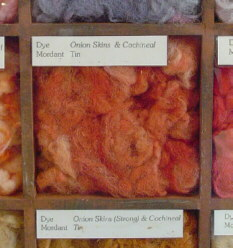
コチニールで染めた羊毛
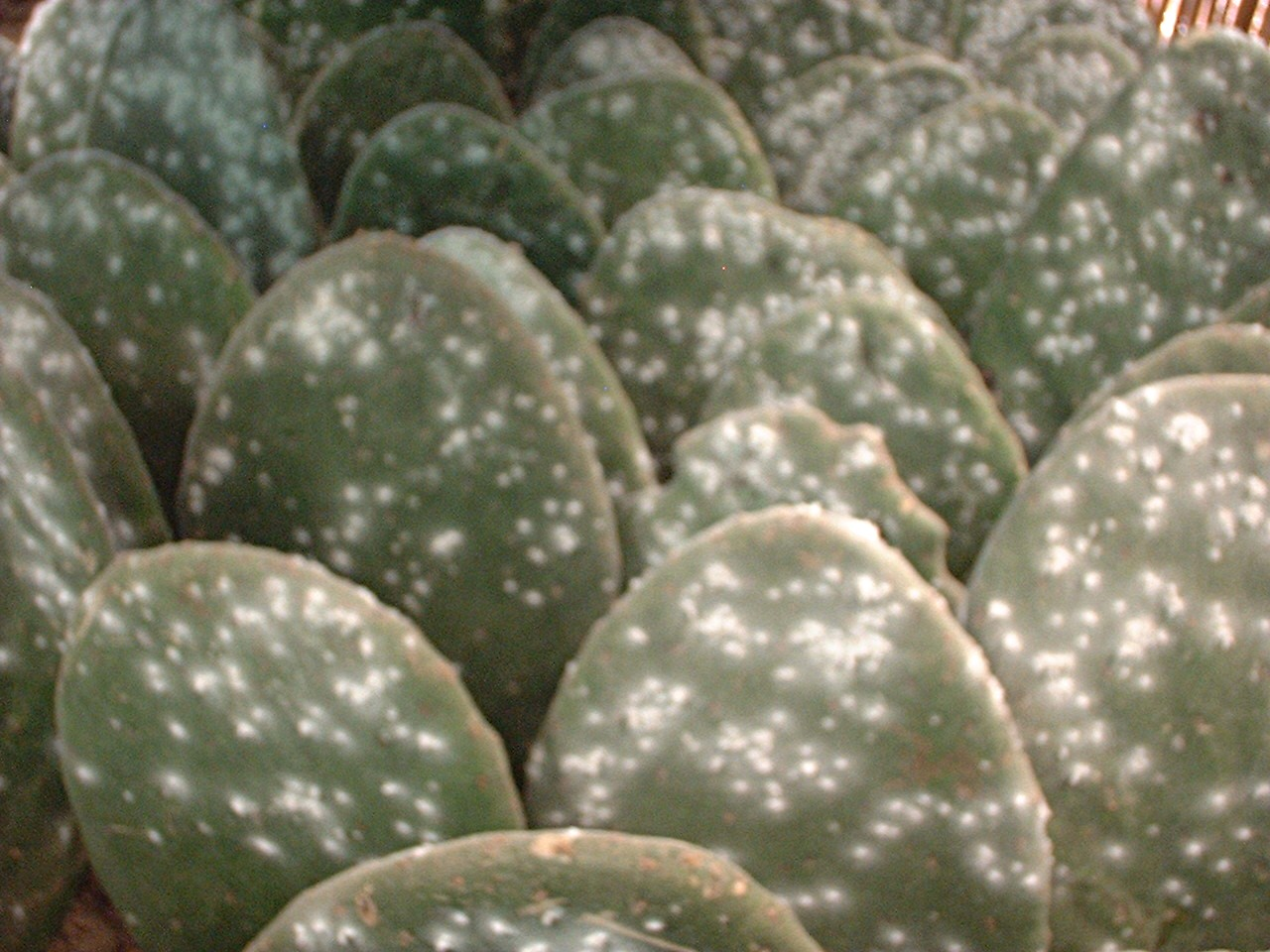
コチニールに寄生されたオプンティア